# 城堡島 (亞伯達省)
城堡島（英文：Castle Island）是一個座落於加拿大亞伯達省聖安湖上，鱒河河口的一個夏令村。

## 歷史
城堡島原名為「康斯坦斯島」（英文：Constance Island），原先為加拿大印第安事務官查爾斯·德·卡茲斯（Charles de Caze）用以當作夏季居住地的一個小島。建制後小島成為封閉社區，並隨後稱其為今名。

## 資料來源
1. 1 2  . Statistics Canada. February 9, 2022  [February 9, 2022]. （原始内容存档于2023-03-07）.
2. ↑  Lac Ste. Historical Society. Archives Committee. . Edmonton, CA: The Institute of applied Art Ltd. 1959: 28.

## 外部連結
- 城堡島夏令村官方網站 （页面存档备份，存于）
- 城堡島建村歷史 （页面存档备份，存于）